# Capo Figari

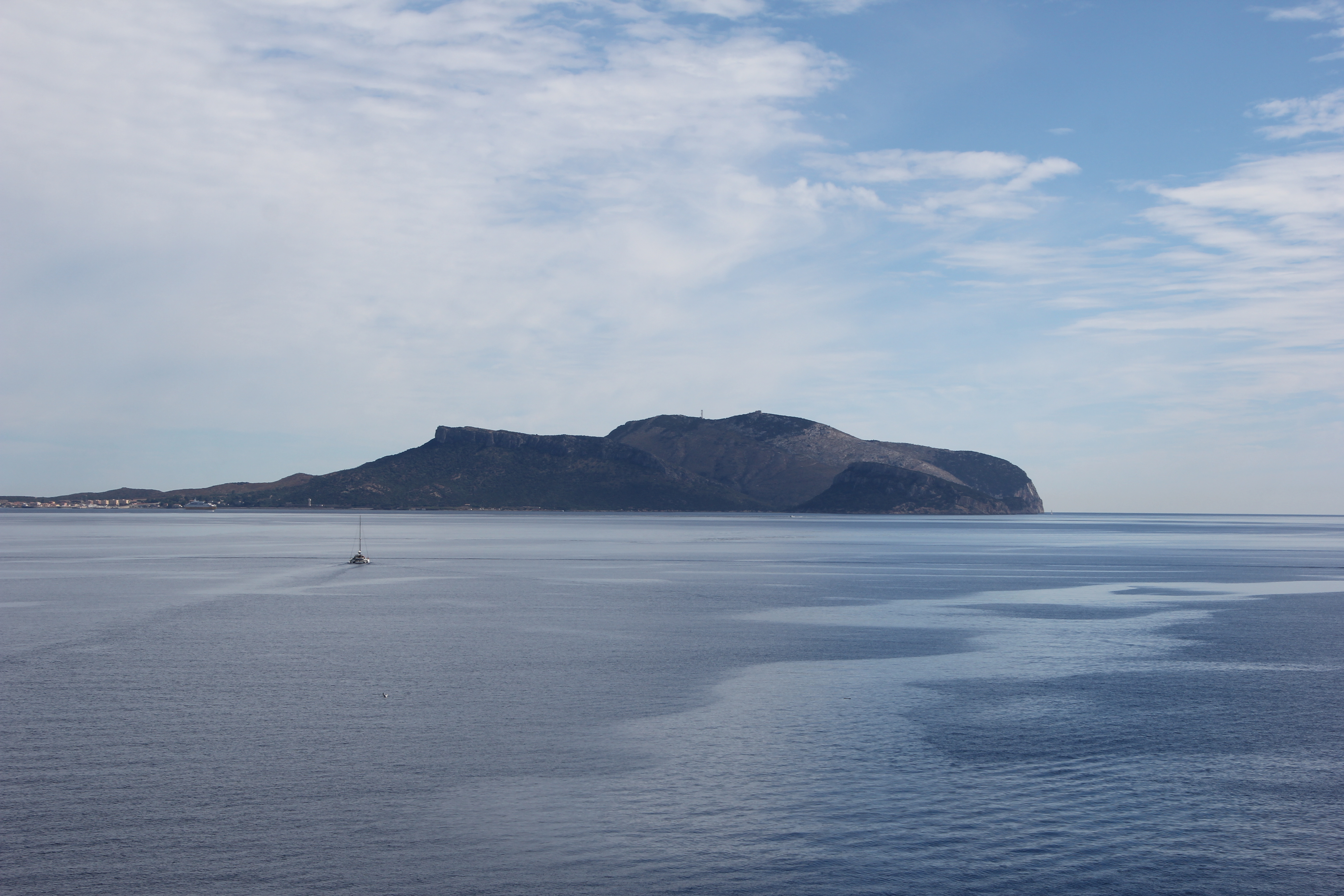
Capo Figari

Capo Figari è un promontorio calcareo situato nella fascia costiera della Gallura, nel nord-est della Sardegna, in comune di Golfo Aranci, che si protende sul mar Tirreno. Chiude la parte più settentrionale del golfo di Olbia e l'altezza della cima più elevata raggiunge i 344 metri; nella parte sudorientale presenta una scogliera alta 200 metri a picco sul mare. Sono presenti due rilievi carbonatici: Sa Rocca Ruja ad ovest (269 m s.l.m.) e punta Semaforo ad est (342 m s.l.m.).
Sito di importanza comunitaria (SIC) di capo Figari e isola di Figarolo, istituito ai sensi della direttiva Habitat 92/43/CE per i tesori naturalistici che custodisce in terreni di biodiversità. La riserva si estende per ben 850,876 ettari lungo la costa nord-orientale della Sardegna.
Il territorio è un rilievo asimmetrico con ripide pareti biancastre a picco sul mare, che presenta numerose falesie alte fino a 200 m costituite da banchi di dolomie e calcari del giurese appartenenti alla stessa formazione dell'isola di Tavolara, del golfo di Orosei e dei "tacchi”" dell'Ogliastra. Capo Figari è collegato al retroterra da un istmo basso e sottile che, con molta probabilità, rimase interamente circondato dalle acque per un breve periodo in epoche passate, come dimostrano i depositi marini dell'istmo e la presenza di specie come il Conus Mediterraneus. La struttura e la morfologia di questa area si ripete in piccolo nell'isolotto di Figarolo, che raggiunge i 139 m di quota ed è costituito da un'impalcatura di strati calcari alternati a dolomie, sbandata anch'essa di 45° circa a sud-est su un basamento gneissico. La costituzione dell'area SIC di Capo Figari e Isola di Figarolo nasce con l'intento di tutelare questo insieme di falesie e bastioni calcarei che rappresentano un habitat ideale per molte specie faunistiche.
Il promontorio si può visitare sia dal mare passando attraverso la costa di Cala Greca, sia da terra passando per la spiaggia di cala Moresca; ai suoi piedi sul lato non esposto al mare aperto si trova il porto di Golfo Aranci, da cui partono collegamenti per Civitavecchia e altri porti italiani, nonché la stazione ferroviaria, con la linea proveniente da Olbia.

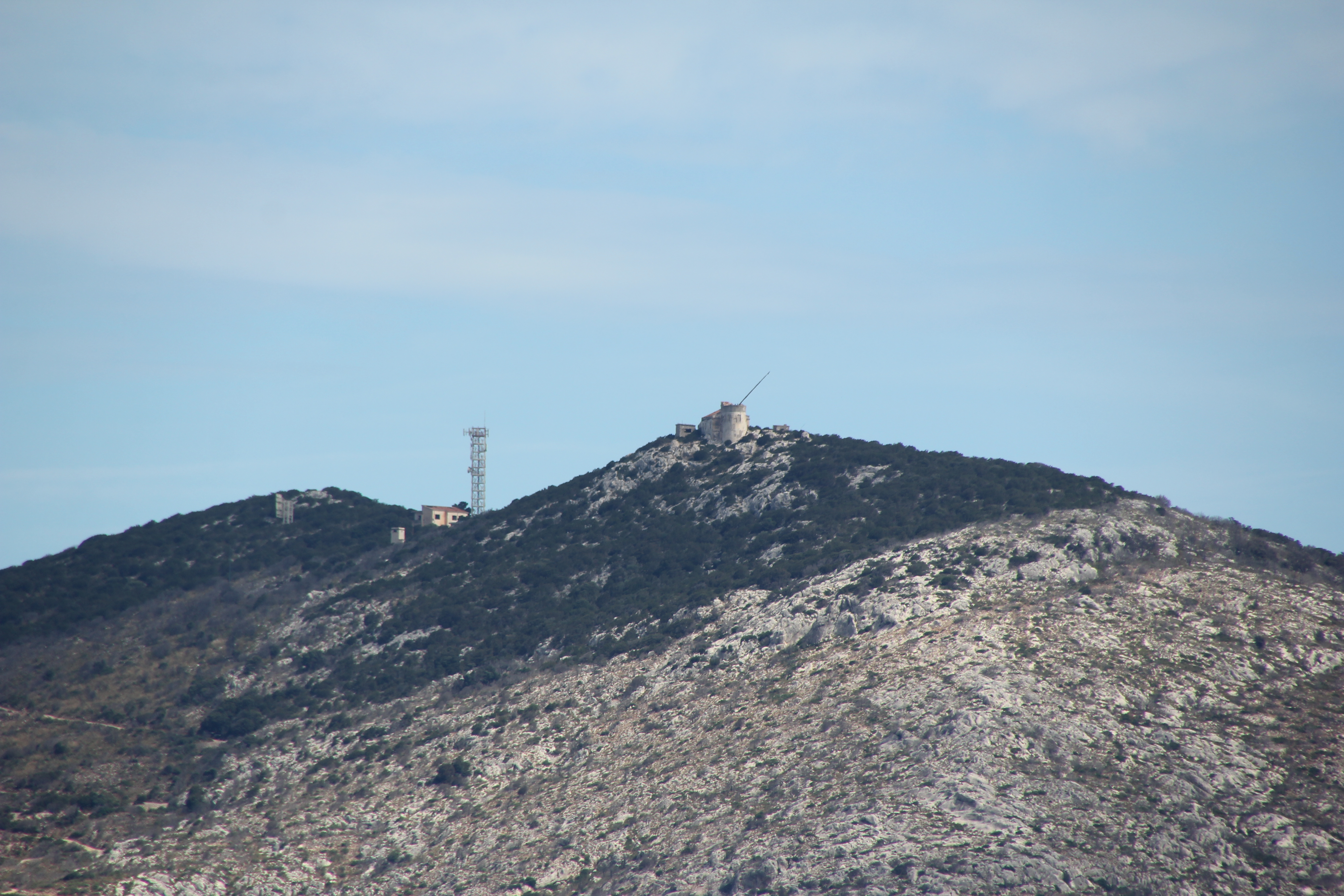
L'osservatorio di capo Figari

In prossimità del capo è presente l'osservatorio di capo Figari, conosciuto per essere stato il luogo in cui Guglielmo Marconi fece installare, l'11 agosto 1932, il collegamento in microonde di 269 km fra Capo Figari e Rocca di Papa.
Il Semaforo di Capo Figari è una storica installazione posta in cima al promontorio di Capo Figari ad un'altezza di circa 340 metri. La sua importanza è legata non solo alla storia della navigazione in Sardegna, ma soprattutto per essere stata la sede degli esperimenti di Guglielmo Marconi, sviluppatore della telegrafia senza fili. Il Semaforo di Capo Figari è oggi un complesso in muratura e cemento costituito da tre costruzioni principali: la stazione semaforica, la postazione telegrafica e il refettorio. Tutte queste strutture sono attualmente in stato di decadenza; finiti gli studi di Marconi, infatti, l'area è stata presa di mira dai vandali. 